# Phoenix (sonda kosmiczna)

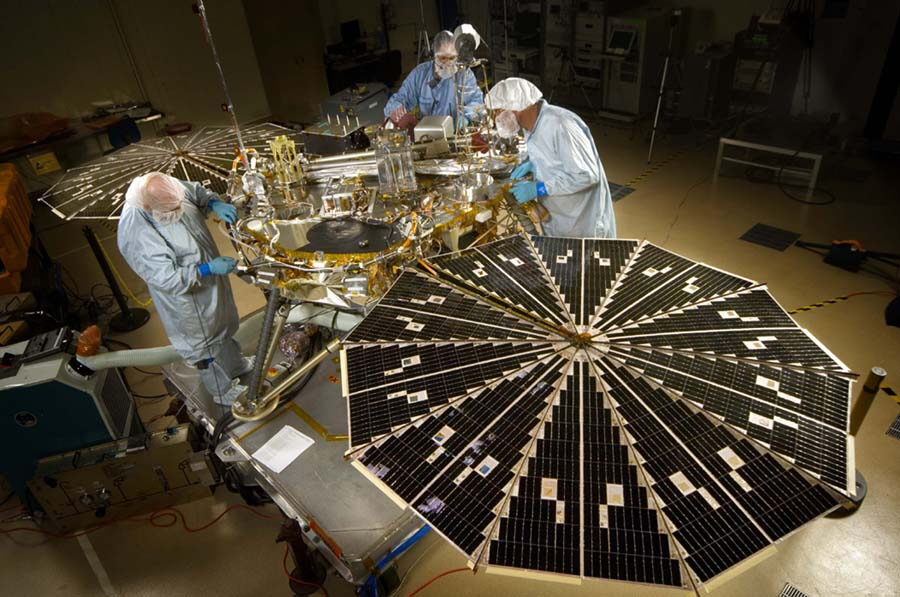
Sonda Phoenix podczas testów we wrześniu 2006

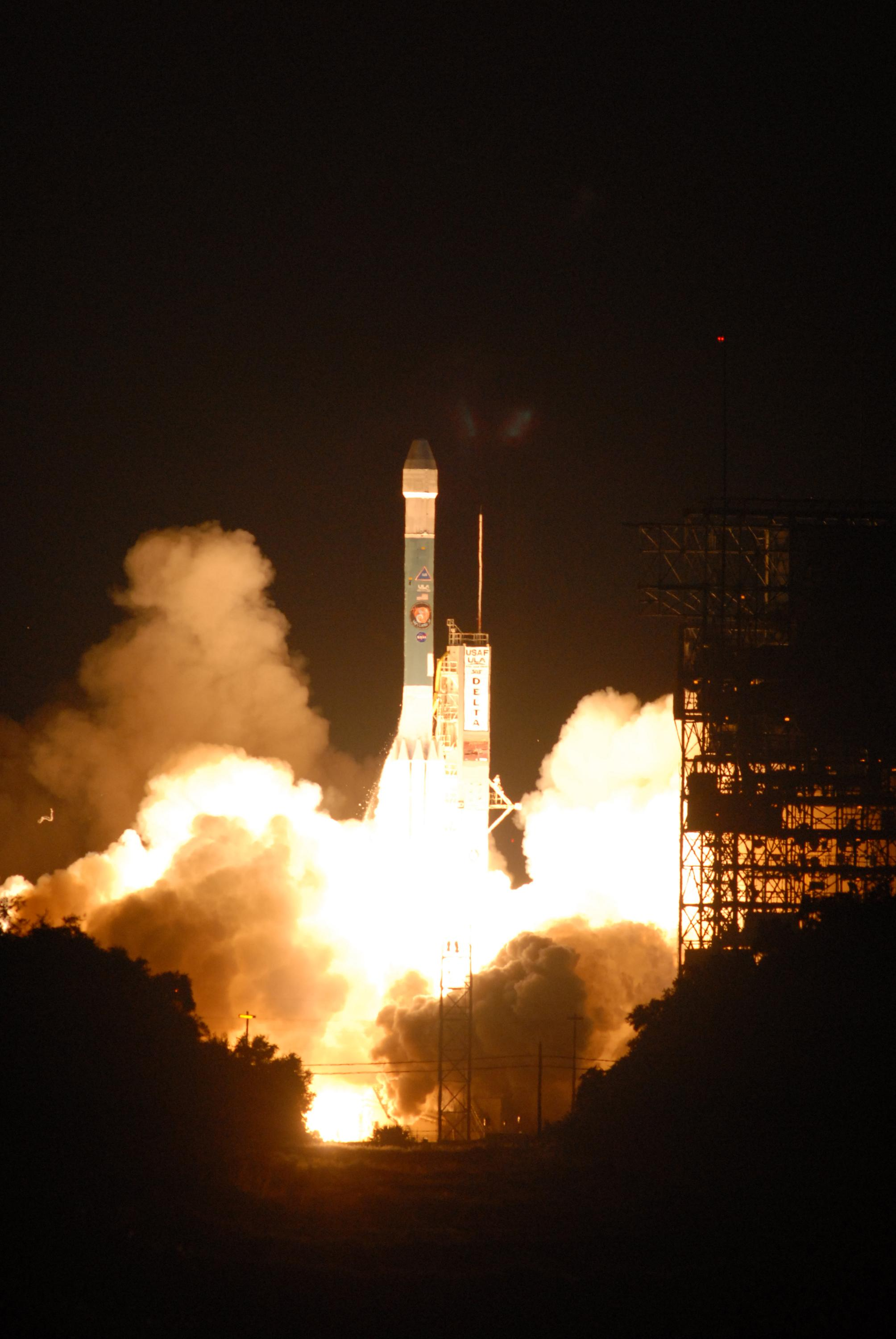
Moment startu rakiety typu Delta II z lądownikiem Phoenix

Phoenix – bezzałogowy lądownik, będący częścią programu NASA Mars Scout Program, wysłany 4 sierpnia 2007 roku w kierunku Marsa. 26 maja 2008 roku wylądował w okolicach okołobiegunowych, w rejonie Vastitas Borealis, na półkuli północnej. Jego celem były obszary, które podejrzewane były o istnienie dużych ilości lodu wodnego tuż pod powierzchnią gruntu.
21 czerwca 2008 roku NASA podała, iż Phoenix odnalazł lód na Marsie. Lądownik przesłał zdjęcia wgłębienia, które wykopał swym automatycznym ramieniem w gruncie planety. Widoczne są na nich kawałki białego materiału kształtu kostki, które uległy sublimacji między 16 a 19 czerwca 2008 roku. Peter Smith kierujący misją badawczą nie ma wątpliwości, iż jest to lód wodny.
31 lipca 2008 roku testy laboratoryjne na pokładzie sondy Phoenix wykazały istnienie wody w próbce gleby. „Poznaliśmy wcześniej dowody istnienia tej zamarzniętej wody w obserwacjach poczynionych przez sondę Mars Odyssey, a także zanikające kawałki (lodu) zauważone przez Phoenixa w ubiegłym miesiącu, ale po raz pierwszy marsjańskiej wody dotknęliśmy i spróbowaliśmy” – mówił w imieniu agencji badacz z University of Arizona William Boynton.

## Cel
Lądownik był wyposażony w mechaniczne ramię, którego użył do odkrycia warstw znajdujących się głębiej pod powierzchnią. Misja miała na celu dostarczenie danych geologicznych, które ułatwią zrozumienie klimatu, panującego na planecie miliony lat temu. Dodatkowo naukowcy mieli nadzieję odkryć pod powierzchnią gruntu ekosystem na granicy lodu i gleby. Dlatego poszukiwał w zmarzlinie m.in. związków organicznych. Misja Phoenixa ze względu na panujące w okolicy lądowania warunki (mała ilość światła słonecznego docierającego do baterii lądownika) miała trwać do września 2008 roku. 10 listopada 2008 roku NASA ogłosiła zakończenie misji. Ostatni kontakt z lądownikiem udało się nawiązać 2 listopada 2008 roku.

## Historia
Phoenix posiada ulepszone wersje instrumentów, które pierwotnie miały się znaleźć na pokładzie anulowanego 2001 Mars Surveyor Lander, który miał polecieć razem z orbiterem 2001 Mars Odyssey. Dokładne miejsce lądowania zostało ustalone na podstawie zdjęć dostarczonych przez Mars Reconnaissance Orbiter.

## Kalendarium
- 4 sierpnia 2007 (g. 09:26:34 UTC): start
- 26 maja 2008 (g. 01:53 czasu polskiego, 23:53 UTC): lądowanie
- 31 lipca 2008: potwierdzono znalezienie wody
- 2 listopada 2008: nawiązano ostatnią łączność z lądownikiem
- 10 listopada 2008: ogłoszono zakończenie misji

## Wyposażenie
- Surface Stereo Imager (SSI) – kamera stereoskopowa na 2-metrowym maszcie
- Robotic Arm (RA) – wysięgnik, wyspecjalizowany do kopania rowów, wygarniania próbek gleby i lodu oraz przenoszenia ich do przyrządów TEGA i MECA. Mógł badać obszar około trzech metrów kwadratowych w promieniu do 2,4 metra od lądownika[5].
- Robot Arm Camera  (RAC) – aparat umieszczony na ramieniu koparki
- Microscopy, Electrochemistry and Conductivity Analyzer (MECA) – analizator fizyko-chemicznych własności gruntu
- Thermal Evolved Gas Analyzer (TEGA) – analizator gazów uwalniających się z podgrzewanych próbek gruntu, podobny do umieszczonego na pokładzie utraconego Mars Polar Lander
- Metorological Station (MET) – zestaw przyrządów meteorologicznych w tym Light Detection And Ranging (LIDAR)
- Mars Descent Imager (MARDI) – kamera przeznaczona do wykonywania zdjęć podczas lądowania (z powodu wykrytych na krótko przed startem problemów technicznych z interfejsem kamery, podjęto decyzję o nie używaniu tego instrumentu)

## Budżet
Całkowity koszt misji szacowany jest na 417 milionów dolarów amerykańskich. Phoenix został wybrany spośród czterech projektów zaproponowanych w ramach Mars Scout Program. Koszt pozostałych trzech przekraczał znacznie ograniczenia budżetowe.

### Odrzucone propozycje
- ARES – Aerial Regional-scale Environmental Survey – marsjański samolot
- MARVEL – Mars Volcanic Emission and Life – orbiter, mający za zadanie poszukiwanie aktywności wulkanicznej i ewentualnych miejsc występowania życia
- SCIM – Sample Collection for the Investigation of Mars – misja dostarczenia na Ziemię próbki atmosferycznego pyłu marsjańskiego